# 渥太華輕鐵
渥太華輕鐵（英語）是加拿大安大略省渥太華的輕鐵系統，隸屬渥太華卡爾頓交通局的公共交通網絡。系統目前設有兩條路線，即以柴油驅動的延齡草線以及以電力驅動的聯邦線。

## 路線
| 截至2019年的渥太華輕鐵線路 |          |                           |               |                             |                      |          |               |            |          |
| 線路名稱                   | 線路名稱 | 別稱                      | 最早运营日期  | 起點站／終點站              | 起點站／終點站       | 車站數目 | 長度 （公里） | 車輛類型   | 参考资料 |
| 運營中線路                 |          |                           |               |                             |                      |          |               |            |          |
|                            | 1號線    | 聯邦線 Confederation Line | 2019年9月14日 | 特尼牧場站 Tunney's Pasture | 布萊爾站 Blair       | 13       | 12.5          | 電氣化動車 | [ 2 ]    |
| 改造中線路                 |          |                           |               |                             |                      |          |               |            |          |
|                            | 2號線    | 延齡草線 Trillium Line    | 2019年9月14日 | 灣景站 Bayview              | 格林伯勒站 Greenboro | 5        | 8             | 柴油動車   |          |
| 建設中線路                 |          |                           |               |                             |                      |          |               |            |          |
|                            | 3號線    | 不適用                    | 預計2025年    | 穆迪站 Moodie               | 布萊爾站 Blair       | 27       | 待公布        | 電氣化動車 |          |
|                            | 4號線    | 不適用                    | 預計2024年    | 南基斯站 South Keys         | 機場站 Airport       | 3        | 4             | 柴油動車   |          |

## 運作
延齡草線採用開放式收費系統，車站不設出入閘機，依靠乘客自律繳費。為了避免乘客逃票，車站内時有渥太華卡爾頓交通局工作人員查看乘客的付費證明。乘客可從站内售票機購買車票，而巴士全日通、全月通和轉乘証亦可作有效延齡草線車資，但預繳巴士車票則不適用於延齡草線。
从2018年起，為了防止逃票，延齡草線改為封閉式收費系統，所有乘客必須在進站前購買車票或使用Presto交通卡通過閘門進站。而聯邦線則默認使用封閉式收費系統。

## 歷史
渥太華原有的有軌電車系統於1959年停駛後，市內的公共交通系統便純粹使用巴士提供服務，到1980年代部分路段則提升至巴士快速交通系統（BRT）規格。為了試驗輕鐵在渥太華地區的可行性，當局耗資2100萬加元在加拿大太平洋鐵路公司持有的一段單線軌道上興建車站和列車會讓軌，從而構成渥太華輕鐵的首條路線（即現延齡草線），2001年10月15日以「O-Train」之名啓用。
渥太華市議會於2006年7月通過將輕鐵路線往兩端伸延，向南伸展至南河邊區（Riverside South）和巴希雲區（Barrhaven），向東北則經渥太華市中心伸展至渥太華大學校園，項目造價約為7億8千萬加元。然而，項目走線和造價皆極具爭議，並成為同年末渥太華市長和市議會選舉競選期間的主要議題之一。選後新任市長和新一屆市議會重新審視項目，並於同年12月14日以13票對11票通過取消項目。
縱雖如此，市政府仍意識到改善市中心一帶公共交通承載量的重要性，遂於2008年3月公佈四項公共交通擴建方案，四個方案皆包括在市中心地底修建公共交通隧道。渥太華市議會於2010年1月以19票對4票通過斥資21億元在市内興建一條東西向輕鐵線，當中包括在市中心興建一條3.2公里長的隧道，再於2011年7月通過將市中心隧道走線從艾伯特街改為女王街以減低工程開支。
東西向輕鐵線取名為「聯邦線」，2013年動工。渥太華卡爾頓交通局則於2014年9月宣佈「O-Train」品牌將應用於整個渥太華輕鐵系統，而固有的南北向柴油輕鐵路線則同時改稱「延齡草線」。當局再於2017年宣布將聯邦線和延齡草線分別編號為1號線和2號線。
2020年末，隨著1號線2期工程以及2號線改造工程開工，渥太華卡爾頓交通局發佈了全新的輕鐵路線規劃。新建的未命名3號線將與1號線大多數路段重合，而原作為2號線的機場支線則被重新編號為4號線。新建線路中，3號線將採用與1號線相同的電氣化輕鐵，而4號線則會採用與2號線相同的柴油輕鐵。

## 使用車輛
延齡草線現有車隊由六組阿爾斯通Coradia Lint型號柴聯車組成，列車編組為一列兩卡車廂。阿爾斯通於2011年9月贏得該項訂單，列車於2013年6月付運並於2015年3月2日投入服務；原有應用於該線的三組龐巴迪製Talent BR643型低地台柴聯車則同時退役。
阿爾斯通再於2013年2月贏取聯邦線列車訂單，為該線提供34部Citadis Spirit輕鐵車輛。

## 未來發展
渥太華市議會於2013年通過第二期輕鐵延伸方案，當中延齡草線將南延至寶士圍道（Bowesville Road）並新設南基斯站（South Keys）、利特里姆（Leitrim）和寶士圍三個車站，而固有路段上亦增設格拉德斯通站（Gladstone）和站（Walkley）。聯邦線則往東伸延至奧爾良商場（Place d'Orléans），往西延至林肯田（Lincoln Fields）後再分成兩條支線，分別通往灣岸站（Bayshore）和基線站（Baseline）。
市議會再於2016年通過修訂上述方案，在南基斯站以南增設一條延齡草線支線通往渥太華國際機場，並沿途在安永中心（EY Centre）旁設站；聯邦線則繼續往東從奧爾良商場伸延至特里姆道（Trim Road）。第二期輕鐵延伸項目暫定從2018年（即聯邦線首期路段開通後）至2023年間進行。
2020年末，渥太華卡爾頓交通局宣佈將對所有現有線路和未來線路進行重新規劃。原計劃中林肯田站至灣岸站與南基斯站至機場站的路線不再作為聯邦線與延齡草線的支線，而是將作為兩條全新的輕鐵線路。2021年，渥太華卡爾頓交通局宣佈林肯田站至灣岸站線定為3號線，而南基斯站至機場站線定為4號線。

## 外部連結
- 渥太華卡爾頓交通局官方網站 渥太華輕鐵頁面：英文版 （页面存档备份，存于）／法文版 （页面存档备份，存于）